# Distrito electoral de Cusco
Cusco es uno de los 27 distritos electorales representados en el Congreso de la República del Perú. La circunscripción elige actualmente a 5 congresistas. Sus límites corresponden a los del departamento del Cusco. El sistema electoral utiliza el método D'Hondt y una representación proporcional con doble voto preferencial opcional.

## Representantes
| 1 | 7 |

| 4 | 4 |

| 2 | 1 | 3 | 2 |

| 1 | 1 | 2 | 1 |

| 4 | 1 |

| 5 |

| 2 | 1 | 1 | 1 |

| 1 | 1 | 1 | 1 | 1 |

| 2 | 1 | 1 | 1 |

## Elecciones

### Elecciones parlamentarias de 2021
| Partidos y coaliciones                                                                               | Partidos y coaliciones                    | Voto popular | Voto popular | Voto popular | Escaños | Escaños |
| Partidos y coaliciones                                                                               | Partidos y coaliciones                    | Votos        | %            | ±pp          | Total   | +/−     |
| --- | ----------------------------------------- | ------------ | ------------ | ------------ | ------- | ------- |
| | Perú Libre (PL)                           | 130,619      | 23.79        | +20.66       | 2       | +2      |
| | Juntos por el Perú (JP)                   | 71,000       | 12.93        | +8.88        | 1       | +1      |
| | Acción Popular (AP)                       | 56,756       | 10.34        | –0.16        | 1       | ±0      |
| | Alianza para el Progreso (APP)            | 52,422       | 9.55         | +0.97        | 1       | ±0      |
| | Frente Popular Agrícola del Perú (Frepap) | 27,564       | 5.02         | –2.45        | 0       | –1      |
| | Democracia Directa (DD)                   | 23,402       | 4.26         | –10.24       | 0       | ±0      |
| | Renovación Popular (RP)1                  | 21,388       | 3.90         | +2.66        | 0       | ±0      |
| | Partido Morado (PM)                       | 21,267       | 3.87         | –0.26        | 0       | ±0      |
| | Unión por el Perú (UPP)                   | 18,691       | 3.40         | –8.34        | 0       | –1      |
| | Avanza País (AvP)                         | 18,230       | 3.32         | +1.58        | 0       | ±0      |
| | Victoria Nacional (VN)                    | 18,345       | 3.34         | Nuevo        | 0       | ±0      |
| | Fuerza Popular (FP)                       | 17,022       | 3.10         | +1.27        | 0       | ±0      |
| | Somos Perú (SP)                           | 16,704       | 3.04         | –2.90        | 0       | –1      |
| | Frente Amplio (FA)                        | 15,792       | 2.88         | –2.42        | 0       | ±0      |
| | Podemos Perú (PP)                         | 13,790       | 2.51         | +0.48        | 0       | ±0      |
| | Partido Nacionalista Peruano (PNP)        | 9,993        | 1.82         | n/a          | 0       | ±0      |
| | Partido Popular Cristiano (PPC)           | 6,857        | 1.25         | –2.71        | 0       | ±0      |
| | Renacimiento Unido Nacional (RUNA)        | 6,958        | 1.27         | –8.15        | 0       | ±0      |
| | Perú Patria Segura (PPS)                  | 2,321        | 0.42         | –0.39        | 0       | ±0      |
| |                                           |              |              |              |         |         |
| Total                                                                                                | Total                                     | 549,121      |              |              | 5       | ±0      |
| |                                           |              |              |              |         |         |
| Votos válidos                                                                                        | Votos válidos                             | 549,121      | 72.84        | –8.35        |         |         |
| Votos en blanco                                                                                      | Votos en blanco                           | 102,060      | 13.54        | +11.36       |         |         |
| Votos nulos                                                                                          | Votos nulos                               | 102,663      | 13.62        | –3.01        |         |         |
| Votos emitidos                                                                                       | Votos emitidos                            | 753,844      | 73.53        | –0.70        |         |         |
| Abstenciones                                                                                         | Abstenciones                              | 271,436      | 26.47        | +0.70        |         |         |
| Votantes registrados                                                                                 | Votantes registrados                      | 1,025,280    |              |              |         |         |
| |                                           |              |              |              |         |         |
| Fuente:                                                                                              |                                           |              |              |              |         |         |
| Notas al pie: 1 Comparado con los resultados de Solidaridad Nacional (SN) en las elecciones de 2020. |                                           |              |              |              |         |         |
| Notas al pie:                                                                                        |                                           |              |              |              |         |         |
| 1 Comparado con los resultados de Solidaridad Nacional (SN) en las elecciones de 2020.               |                                           |              |              |              |         |         |

### Elecciones parlamentarias de 2020
| Partidos y coaliciones                                                                                                 | Partidos y coaliciones                    | Voto popular | Voto popular | Voto popular | Escaños | Escaños |
| Partidos y coaliciones                                                                                                 | Partidos y coaliciones                    | Votos        | %            | ±pp          | Total   | +/−     |
| --- | ----------------------------------------- | ------------ | ------------ | ------------ | ------- | ------- |
| | Democracia Directa (DD)                   | 76,564       | 12.69        | +6.60        | 0       | ±0      |
| | Unión por el Perú (UPP)                   | 70,839       | 11.74        | n/a          | 1       | +1      |
| | Acción Popular (AP)                       | 63,384       | 10.50        | –1.05        | 1       | ±0      |
| | Renacimiento Unido Nacional (RUNA)        | 56,828       | 9.42         | Nuevo        | 0       | ±0      |
| | Alianza para el Progreso (APP)            | 51,766       | 8.58         | n/a          | 1       | ±0      |
| | Frente Popular Agrícola del Perú (Frepap) | 45,075       | 7.47         | Nuevo        | 1       | +1      |
| | Somos Perú (SP)                           | 35,855       | 5.94         | n/a          | 1       | +1      |
| | Frente Amplio (FA)                        | 31,978       | 5.30         | –26.83       | 0       | –2      |
| | Partido Morado (PM)                       | 24,924       | 4.13         | Nuevo        | 0       | ±0      |
| | Juntos por el Perú (JP)                   | 24,459       | 4.05         | Nuevo        | 0       | ±0      |
| | Partido Popular Cristiano (PPC)           | 23,894       | 3.96         | n/a          | 0       | ±0      |
| | Perú Libre (PL)                           | 18,912       | 3.13         | Nuevo        | 0       | ±0      |
| | Podemos Perú (PP)                         | 12,242       | 2.03         | Nuevo        | 0       | ±0      |
| | Fuerza Popular (FP)                       | 11,047       | 1.83         | –15.56       | 0       | –1      |
| | Vamos Perú (VP)                           | 10,842       | 1.80         | n/a          | 0       | ±0      |
| | Partido Aprista Peruano (APRA)            | 10,530       | 1.75         | n/a          | 0       | ±0      |
| | Avanza País (AvP)                         | 10,491       | 1.74         | Nuevo        | 0       | ±0      |
| | Solidaridad Nacional (SN)                 | 7,477        | 1.24         | n/a          | 0       | ±0      |
| | Perú Nación (PN)                          | 6,725        | 1.12         | Nuevo        | 0       | ±0      |
| | Perú Patria Segura (PPS)                  | 4,874        | 0.81         | Nuevo        | 0       | ±0      |
| | Contigo (C)1                              | 4,700        | 0.78         | –6.49        | 0       | ±0      |
| |                                           |              |              |              |         |         |
| Total | Total                                     | 603,406      |              |              | 5       | ±0      |
| |                                           |              |              |              |         |         |
| Votos válidos | Votos válidos                             | 603,406      | 81.19        | +17.53       |         |         |
| Votos en blanco | Votos en blanco                           | 16,226       | 2.18         | –14.12       |         |         |
| Votos nulos | Votos nulos                               | 123,578      | 16.63        | –3.41        |         |         |
| Votos emitidos | Votos emitidos                            | 743,210      | 74.23        | –7.20        |         |         |
| Abstenciones | Abstenciones                              | 258,067      | 25.77        | +7.20        |         |         |
| Votantes registrados                                                                                                   | Votantes registrados                      | 1,001,277    |              |              |         |         |
| |                                           |              |              |              |         |         |
| Fuente: |                                           |              |              |              |         |         |
| Notas al pie: 1 Comparado con los resultados de su partido antecesor Peruanos por el Kambio en las elecciones de 2016. |                                           |              |              |              |         |         |
| Notas al pie: |                                           |              |              |              |         |         |
| 1 Comparado con los resultados de su partido antecesor Peruanos por el Kambio en las elecciones de 2016.               |                                           |              |              |              |         |         |

### Elecciones parlamentarias de 2016
| Partidos y coaliciones | Partidos y coaliciones                        | Voto popular | Voto popular | Voto popular | Escaños | Escaños |
| Partidos y coaliciones | Partidos y coaliciones                        | Votos        | %            | ±pp          | Total   | +/−     |
| --- | --------------------------------------------- | ------------ | ------------ | ------------ | ------- | ------- |
| | Frente Amplio (FA)                            | 152,450      | 32.13        | Nuevo        | 2       | +2      |
| | Fuerza Popular (FP)1                          | 82,529       | 17.40        | +8.60        | 1       | +1      |
| | Alianza para el Progreso del Perú (APP–RN–SP) | 58,292       | 12.29        | n/a          | 1       | +1      |
| | Acción Popular (AP)                           | 54,811       | 11.55        | n/a          | 1       | +1      |
| | Alianza Popular (APRA–PPC–VP)                 | 40,180       | 8.47         | +2.03        | 0       | ±0      |
| | Peruanos por el Kambio (PPK)                  | 34,473       | 7.27         | Nuevo        | 0       | ±0      |
| | Democracia Directa (DD)                       | 28,887       | 6.09         | +4.04        | 0       | ±0      |
| | Frente Esperanza (FE)                         | 9,490        | 2.00         | Nuevo        | 0       | ±0      |
| | Perú Posible (PP)                             | 6,937        | 1.46         | n/a          | 0       | ±0      |
| | Orden (O)                                     | 4,274        | 0.90         | Nuevo        | 0       | ±0      |
| | Progresando Perú (PrP)                        | 2,123        | 0.45         | Nuevo        | 0       | ±0      |
| |                                               |              |              |              |         |         |
| Total | Total                                         | 474,446      |              |              | 5       | ±0      |
| |                                               |              |              |              |         |         |
| Votos válidos | Votos válidos                                 | 474,446      | 63.67        | –9.66        |         |         |
| Votos en blanco | Votos en blanco                               | 121,475      | 16.30        | +2.07        |         |         |
| Votos nulos | Votos nulos                                   | 149,306      | 20.03        | +7.59        |         |         |
| Votos emitidos | Votos emitidos                                | 745,227      | 81.43        | –1.99        |         |         |
| Abstenciones | Abstenciones                                  | 169,972      | 18.57        | +1.99        |         |         |
| Votantes registrados | Votantes registrados                          | 915,199      |              |              |         |         |
| |                                               |              |              |              |         |         |
| Fuente: |                                               |              |              |              |         |         |
| Notas al pie: 1 Comparado con los resultados de su partido antecesor Fuerza 2011 en las elecciones de 2011. 2 Comparado con los resultados del Partido Aprista Peruano en las elecciones de 2011. |                                               |              |              |              |         |         |
| Notas al pie: |                                               |              |              |              |         |         |
| 1 Comparado con los resultados de su partido antecesor Fuerza 2011 en las elecciones de 2011. 2 Comparado con los resultados del Partido Aprista Peruano en las elecciones de 2011.               |                                               |              |              |              |         |         |

### Elecciones parlamentarias de 2011
| Partidos y coaliciones | Partidos y coaliciones                       | Voto popular | Voto popular | Voto popular | Escaños | Escaños |
| Partidos y coaliciones | Partidos y coaliciones                       | Votos        | %            | ±pp          | Total   | +/−     |
| --- | -------------------------------------------- | ------------ | ------------ | ------------ | ------- | ------- |
| | Gana Perú1 (PNP–PS–PCP–PSR)                  | 255,394      | 53.64        | +51.04       | 5       | +5      |
| | Perú Posible2 (PP–AP–SP)                     | 44,384       | 9.32         | –0.05        | 0       | ±0      |
| | Fuerza 20113 (F2011)                         | 41,915       | 8.80         | +4.93        | 0       | ±0      |
| | Solidaridad Nacional4 (SN–UPP–C90–SU–TPP)    | 32,801       | 6.89         | n/a          | 0       | –4      |
| | Partido Aprista Peruano (APRA)               | 30,666       | 6.44         | –12.67       | 0       | –1      |
| | Alianza por el Gran Cambio5 (APP–PPC–PHP–RN) | 30,007       | 6.30         | n/a          | 0       | ±0      |
| | Cambio Radical (CR)                          | 14,256       | 2.99         | Nuevo        | 0       | ±0      |
| | Fonavistas del Perú (FP)                     | 9,758        | 2.05         | Nuevo        | 0       | ±0      |
| | Fuerza Social (FS)                           | 6,925        | 1.46         | Nuevo        | 0       | ±0      |
| | Adelante (Adelante)                          | 3,885        | 0.82         | Nuevo        | 0       | ±0      |
| | Fuerza Nacional (FN)                         | 3,745        | 0.79         | Nuevo        | 0       | ±0      |
| | Despertar Nacional (DN)                      | 2,359        | 0.50         | Nuevo        | 0       | ±0      |
| |                                              |              |              |              |         |         |
| Total | Total                                        | 476,095      |              |              | 5       | ±0      |
| |                                              |              |              |              |         |         |
| Votos válidos | Votos válidos                                | 476,095      | 73.33        | +4.59        |         |         |
| Votos en blanco | Votos en blanco                              | 92,373       | 14.23        | –1.68        |         |         |
| Votos nulos | Votos nulos                                  | 80,809       | 12.44        | –2.91        |         |         |
| Votos emitidos | Votos emitidos                               | 649,277      | 83.42        | –4.29        |         |         |
| Abstenciones | Abstenciones                                 | 129,051      | 16.58        | +4.29        |         |         |
| Votantes registrados | Votantes registrados                         | 778,328      |              |              |         |         |
| |                                              |              |              |              |         |         |
| Fuente: |                                              |              |              |              |         |         |
| Notas al pie: 1 Comparado con los resultados del Partido Socialista en las elecciones de 2006. 2 Comparado con los resultados del partido Perú Posible y la alianza Frente de Centro en las elecciones de 2006. 3 Comparado con los resultados de la coalición Alianza por el Futuro en las elecciones de 2006. 4 Comparado con los resultados del partido Unión por el Perú y Solidaridad Nacional (dentro de Unidad Nacional ) en las elecciones de 2006. 5 Comparado con los resultados del Partido Popular Cristiano (dentro de Unidad Nacional ) en las elecciones de 2006. |                                              |              |              |              |         |         |
| Notas al pie: |                                              |              |              |              |         |         |
| 1 Comparado con los resultados del Partido Socialista en las elecciones de 2006. 2 Comparado con los resultados del partido Perú Posible y la alianza Frente de Centro en las elecciones de 2006. 3 Comparado con los resultados de la coalición Alianza por el Futuro en las elecciones de 2006. 4 Comparado con los resultados del partido Unión por el Perú y Solidaridad Nacional (dentro de Unidad Nacional) en las elecciones de 2006. 5 Comparado con los resultados del Partido Popular Cristiano (dentro de Unidad Nacional) en las elecciones de 2006.                 |                                              |              |              |              |         |         |

### Elecciones parlamentarias de 2006
| Partidos y coaliciones | Partidos y coaliciones                            | Voto popular | Voto popular | Voto popular | Escaños | Escaños |
| Partidos y coaliciones | Partidos y coaliciones                            | Votos        | %            | ±pp          | Total   | +/−     |
| --- | ------------------------------------------------- | ------------ | ------------ | ------------ | ------- | ------- |
| | Unión por el Perú (UPP)                           | 149,539      | 38.54        | +25.19       | 4       | +3      |
| | Partido Aprista Peruano (APRA)                    | 74,152       | 19.11        | +7.65        | 1       | ±0      |
| | Frente de Centro1 (AP–SP–CNI)                     | 32,437       | 8.36         | –3.63        | 0       | ±0      |
| | Unidad Nacional (PPC–SN–RN)                       | 25,268       | 6.51         | –1.75        | 0       | ±0      |
| | Renacimiento Andino (RA)                          | 20,906       | 5.39         | n/a          | 0       | ±0      |
| | Alianza por el Futuro2 (C90–NM–SC)                | 15,028       | 3.87         | +1.24        | 0       | ±0      |
| | Restauración Nacional (RN)                        | 13,161       | 3.39         | Nuevo        | 0       | ±0      |
| | Partido Socialista (PS)                           | 10,082       | 2.60         | Nuevo        | 0       | ±0      |
| | Movimiento Nueva Izquierda (MNI)                  | 8,723        | 2.25         | Nuevo        | 0       | ±0      |
| | Frente Independiente Moralizador (FIM)            | 5,951        | 1.53         | –5.06        | 0       | ±0      |
| | Frente Popular Agrícola del Perú (Frepap)         | 4,895        | 1.26         | –0.30        | 0       | ±0      |
| | Avanza País - Partido de Integración Social (AvP) | 4,570        | 1.18         | Nuevo        | 0       | ±0      |
| | Concertación Descentralista (PDS–MHP)             | 4,392        | 1.13         | Nuevo        | 0       | ±0      |
| | Perú Posible (PP)                                 | 3,910        | 1.01         | –31.76       | 0       | –2      |
| | Justicia Nacional (JN)                            | 3,759        | 0.97         | Nuevo        | 0       | ±0      |
| | Alianza para el Progreso (APP)                    | 2,900        | 0.75         | Nuevo        | 0       | ±0      |
| | Fuerza Democrática (FD)                           | 2,545        | 0.66         | Nuevo        | 0       | ±0      |
| | Con Fuerza Perú                                   | 2,116        | 0.55         | Nuevo        | 0       | ±0      |
| | Proyecto País (PrP)                               | 1,350        | 0.35         | n/a          | 0       | ±0      |
| | Progresemos Perú                                  | 850          | 0.22         | Nuevo        | 0       | ±0      |
| | Perú Ahora                                        | 770          | 0.20         | Nuevo        | 0       | ±0      |
| | Resurgimiento Peruano                             | 742          | 0.19         | Nuevo        | 0       | ±0      |
| |                                                   |              |              |              |         |         |
| Total | Total                                             | 388,046      |              |              | 5       | ±0      |
| |                                                   |              |              |              |         |         |
| Votos válidos | Votos válidos                                     | 388,046      | 68.74        | –3.70        |         |         |
| Votos en blanco | Votos en blanco                                   | 89,806       | 15.91        | +4.89        |         |         |
| Votos nulos | Votos nulos                                       | 86,664       | 15.35        | –1.19        |         |         |
| Votos emitidos | Votos emitidos                                    | 564,516      | 87.71        | +9.77        |         |         |
| Abstenciones | Abstenciones                                      | 79,113       | 12.29        | –9.77        |         |         |
| Votantes registrados | Votantes registrados                              | 643,629      |              |              |         |         |
| |                                                   |              |              |              |         |         |
| Fuente: |                                                   |              |              |              |         |         |
| Notas al pie: 1 Comparado con los resultados de los partidos Acción Popular y Somos Perú en las elecciones de 2001. 2 Comparado con los resultados de los partidos Cambio 90 – Nueva Mayoría y Solución Popular ( Sí Cumple ) en las elecciones de 2001. |                                                   |              |              |              |         |         |
| Notas al pie: |                                                   |              |              |              |         |         |
| 1 Comparado con los resultados de los partidos Acción Popular y Somos Perú en las elecciones de 2001. 2 Comparado con los resultados de los partidos Cambio 90–Nueva Mayoría y Solución Popular (Sí Cumple) en las elecciones de 2001.                   |                                                   |              |              |              |         |         |

### Elecciones parlamentarias de 2001
| Partidos y coaliciones | Partidos y coaliciones                    | Voto popular | Voto popular | Voto popular | Escaños | Escaños |
| Partidos y coaliciones | Partidos y coaliciones                    | Votos        | %            | ±pp          | Total   | +/−     |
| ---------------------- | ----------------------------------------- | ------------ | ------------ | ------------ | ------- | ------- |
|                        | Perú Posible (PP)                         | 110,951      | 32.77        | n/a          | 2       | n/a     |
|                        | Unión por el Perú (UPP)                   | 45,200       | 13.35        | n/a          | 1       | n/a     |
|                        | Partido Aprista Peruano (APRA)            | 38,815       | 11.46        | n/a          | 1       | n/a     |
|                        | Todos por la Victoria (TpV)               | 38,626       | 11.41        | n/a          | 1       | n/a     |
|                        | Somos Perú (SP)                           | 34,702       | 10.25        | n/a          | 0       | n/a     |
|                        | Unidad Nacional (PPC–SN–RN–CR)            | 27,967       | 8.26         | n/a          | 0       | n/a     |
|                        | Frente Independiente Moralizador (FIM)    | 22,300       | 6.59         | n/a          | 0       | n/a     |
|                        | Acción Popular (AP)                       | 5,889        | 1.74         | n/a          | 0       | n/a     |
|                        | Frente Popular Agrícola del Perú (Frepap) | 5,268        | 1.56         | n/a          | 0       | n/a     |
|                        | Cambio 90–Nueva Mayoría (C90–NM)          | 4,521        | 1.34         | n/a          | 0       | n/a     |
|                        | Solución Popular (SoP)                    | 4,350        | 1.29         | n/a          | 0       | n/a     |
|                        |                                           |              |              |              |         |         |
| Total                  | Total                                     | 338,589      |              |              | 5       | n/a     |
|                        |                                           |              |              |              |         |         |
| Votos válidos          | Votos válidos                             | 338,589      | 72.44        | n/a          |         |         |
| Votos en blanco        | Votos en blanco                           | 51,494       | 11.02        | n/a          |         |         |
| Votos nulos            | Votos nulos                               | 77,338       | 16.54        | n/a          |         |         |
| Votos emitidos         | Votos emitidos                            | 467,421      | 77.94        | n/a          |         |         |
| Abstenciones           | Abstenciones                              | 132,921      | 22.06        | n/a          |         |         |
| Votantes registrados   | Votantes registrados                      | 599,712      |              |              |         |         |
|                        |                                           |              |              |              |         |         |
| Fuente:                |                                           |              |              |              |         |         |

### Elecciones parlamentarias de 2000
Elecciones parlamentarias en distrito electoral nacional único

### Elecciones parlamentarias de 1995
Elecciones parlamentarias en distrito electoral nacional único

### Elecciones parlamentarias de 1990
| Partidos y coaliciones | Partidos y coaliciones                                     | Voto popular | Voto popular | Voto popular | Escaños | Escaños |
| Partidos y coaliciones | Partidos y coaliciones                                     | Votos        | %            | ±pp          | Total   | +/−     |
| --- | ---------------------------------------------------------- | ------------ | ------------ | ------------ | ------- | ------- |
| | Cambio 90 (C90)                                            | 51,874       | 27.43        | Nuevo        | 3       | +3      |
| | Izquierda Unida (IU)                                       | 40,365       | 21.35        | –15.51       | 2       | –2      |
| | Frente Democrático1 (Movimiento Libertad–PPC–AP)           | 35,456       | 18.75        | n/a          | 2       | +2      |
| | Partido Aprista Peruano (APRA)                             | 31,549       | 16.68        | –24.96       | 1       | –3      |
| | Izquierda Socialista (IS)                                  | 12,975       | 6.86         | Nuevo        | 0       | ±0      |
| | Frente Nacional de Trabajadores y Campesinos2 (Frenatraca) | 11,842       | 6.26         | –1.32        | 0       | ±0      |
| | Frente Popular Agrícola del Perú (Frepap)                  | 2,639        | 1.40         | Nuevo        | 0       | ±0      |
| | Unión Nacional Odriísta (UNO)                              | 1,057        | 0.56         | n/a          | 0       | ±0      |
| | Unión Cívica Independiente                                 | 729          | 0.39         | Nuevo        | 0       | ±0      |
| | Unión Democrática                                          | 622          | 0.33         | Nuevo        | 0       | ±0      |
| |                                                            |              |              |              |         |         |
| Total | Total                                                      | 189,108      |              |              | 8       | ±0      |
| |                                                            |              |              |              |         |         |
| Votos válidos | Votos válidos                                              | 189,108      | 100.00       | +15.33       |         |         |
| Votos en blanco | Votos en blanco                                            | 0            | 0.00         | –10.83       |         |         |
| Votos nulos | Votos nulos                                                | 0            | 0.00         | –4.50        |         |         |
| Votos emitidos | Votos emitidos                                             | 189,108      | n/d          | n/a          |         |         |
| Abstenciones | Abstenciones                                               | n/d          | n/d          | n/a          |         |         |
| Votantes registrados | Votantes registrados                                       | n/d          |              |              |         |         |
| |                                                            |              |              |              |         |         |
| Fuente: |                                                            |              |              |              |         |         |
| Notas al pie: 1 Comparado con los resultados del Partido Popular Cristiano (dentro de la coalición Convergencia Democrática ) y Acción Popular en las elecciones de 1985. 2 Comparado con los resultados de Izquierda Nacionalista (IN) en las elecciones de 1985. |                                                            |              |              |              |         |         |
| Notas al pie: |                                                            |              |              |              |         |         |
| 1 Comparado con los resultados del Partido Popular Cristiano (dentro de la coalición Convergencia Democrática) y Acción Popular en las elecciones de 1985. 2 Comparado con los resultados de Izquierda Nacionalista (IN) en las elecciones de 1985.                |                                                            |              |              |              |         |         |

### Elecciones parlamentarias de 1985
| Partidos y coaliciones | Partidos y coaliciones                                         | Voto popular | Voto popular | Voto popular | Escaños | Escaños |
| Partidos y coaliciones | Partidos y coaliciones                                         | Votos        | %            | ±pp          | Total   | +/−     |
| --- | -------------------------------------------------------------- | ------------ | ------------ | ------------ | ------- | ------- |
| | Partido Aprista Peruano (APRA)                                 | 89,082       | 41.64        | +28.12       | 4       | +3      |
| | Izquierda Unida1 (UNIR–UDP–PRT–UI–FOCEP–APS)                   | 78,844       | 36.86        | +18.62       | 4       | +4      |
| | Acción Popular (AP)                                            | 16,590       | 7.76         | –55.94       | 0       | –7      |
| | Izquierda Nacionalista2 (IN)                                   | 16,218       | 7.58         | +6.77        | 0       | ±0      |
| | Convergencia Democrática3 (PPC–MBH)                            | 10,614       | 4.96         | +2.86        | 0       | ±0      |
| | Frente Democrático de Unidad Nacional (FUN)                    | 1,523        | 0.71         | Nuevo        | 0       | ±0      |
| | Partido Socialista de los Trabajadores (PST)                   | 1,014        | 0.47         | Nuevo        | 0       | ±0      |
| | Lista Independiente Movimiento de Lucha por la Justicia Social | 41           | 0.02         | Nuevo        | 0       | ±0      |
| |                                                                |              |              |              |         |         |
| Total | Total                                                          | 213,926      |              |              | 8       | ±0      |
| |                                                                |              |              |              |         |         |
| Votos válidos | Votos válidos                                                  | 213,926      | 84.67        | +5.26        |         |         |
| Votos en blanco | Votos en blanco                                                | 27,358       | 10.83        | +3.54        |         |         |
| Votos nulos | Votos nulos                                                    | 11,377       | 4.50         | –8.80        |         |         |
| Votos emitidos | Votos emitidos                                                 | 252,661      | 71.73        | n/a          |         |         |
| Abstenciones | Abstenciones                                                   | 99,556       | 28.27        | n/a          |         |         |
| Votantes registrados | Votantes registrados                                           | 352,217      |              |              |         |         |
| |                                                                |              |              |              |         |         |
| Fuente: |                                                                |              |              |              |         |         |
| Notas al pie: 1 Comparado con los resultados de los partidos Unión de Izquierda Revolucionaria (PCP-PR–PCR–VR–FLN), Unidad Democrático Popular (UDP), Partido Revolucionario de los Trabajadores (PRT), Unidad de Izquierda (UI), el Frente Obrero Campesino Estudiantil y Popular (FOCEP) y Acción Política Socialista (APS) en las elecciones de 1980. 2 Comparado con los resultados del Frente Nacional de Trabajadores y Campesinos (Frenatraca) en las elecciones de 1980. 3 Comparado con los resultados del Partido Popular Cristiano (PPC) en las elecciones de 1980. |                                                                |              |              |              |         |         |
| Notas al pie: |                                                                |              |              |              |         |         |
| 1 Comparado con los resultados de los partidos Unión de Izquierda Revolucionaria (PCP-PR–PCR–VR–FLN), Unidad Democrático Popular (UDP), Partido Revolucionario de los Trabajadores (PRT), Unidad de Izquierda (UI), el Frente Obrero Campesino Estudiantil y Popular (FOCEP) y Acción Política Socialista (APS) en las elecciones de 1980. 2 Comparado con los resultados del Frente Nacional de Trabajadores y Campesinos (Frenatraca) en las elecciones de 1980. 3 Comparado con los resultados del Partido Popular Cristiano (PPC) en las elecciones de 1980.               |                                                                |              |              |              |         |         |

### Elecciones parlamentarias de 1980
| Partidos y coaliciones | Partidos y coaliciones                                    | Voto popular | Voto popular | Voto popular | Escaños | Escaños |
| Partidos y coaliciones | Partidos y coaliciones                                    | Votos        | %            | ±pp          | Total   | +/−     |
| ---------------------- | --------------------------------------------------------- | ------------ | ------------ | ------------ | ------- | ------- |
|                        | Acción Popular (AP)                                       | 89,036       | 63.70        | n/a          | 7       | n/a     |
|                        | Partido Aprista Peruano (APRA)                            | 18,899       | 13.52        | n/a          | 1       | n/a     |
|                        | Unidad Democrático Popular (UDP)                          | 8,216        | 5.88         | n/a          | 0       | n/a     |
|                        | Unión de Izquierda Revolucionaria (PCP-PR–PCR–VR–FLN)     | 7,262        | 5.20         | n/a          | 0       | n/a     |
|                        | Partido Revolucionario de los Trabajadores (PRT)          | 6,422        | 4.59         | n/a          | 0       | n/a     |
|                        | Partido Popular Cristiano (PPC)                           | 2,938        | 2.10         | n/a          | 0       | n/a     |
|                        | Unidad de Izquierda (UI)                                  | 1,976        | 1.41         | n/a          | 0       | n/a     |
|                        | Movimiento Democrático Peruano (MDP)                      | 1,144        | 0.82         | n/a          | 0       | n/a     |
|                        | Frente Nacional de Trabajadores y Campesinos (Frenatraca) | 1,126        | 0.81         | n/a          | 0       | n/a     |
|                        | Frente Obrero Campesino Estudiantil y Popular (FOCEP)     | 938          | 0.67         | n/a          | 0       | n/a     |
|                        | Acción Política Socialista (APS)                          | 685          | 0.49         | n/a          | 0       | n/a     |
|                        | Unión Nacional Odriísta (UNO)                             | 566          | 0.41         | n/a          | 0       | n/a     |
|                        | Organización Política de la Revolución Peruana (OPRP)     | 467          | 0.33         | n/a          | 0       | n/a     |
|                        | Lista Independiente Partido Comunista Revolucionario      | 103          | 0.07         | n/a          | 0       | n/a     |
|                        |                                                           |              |              |              |         |         |
| Total                  | Total                                                     | 139,778      |              |              | 8       | n/a     |
|                        |                                                           |              |              |              |         |         |
| Votos válidos          | Votos válidos                                             | 139,778      | 79.41        | n/a          |         |         |
| Votos en blanco        | Votos en blanco                                           | 24,876       | 7.29         | n/a          |         |         |
| Votos nulos            | Votos nulos                                               | 35,573       | 13.30        | n/a          |         |         |
| Votos emitidos         | Votos emitidos                                            | 200,227      | n/d          | n/a          |         |         |
| Abstenciones           | Abstenciones                                              | n/d          | n/d          | n/a          |         |         |
| Votantes registrados   | Votantes registrados                                      | n/d          |              |              |         |         |
|                        |                                                           |              |              |              |         |         |
| Fuente:                |                                                           |              |              |              |         |         |